# Tore Öqvist
Tore Öqvist, född 30 september 1957 i Malmberget, är en svensk före detta ishockeyspelare.
Öqvist började sin ishockeykarriär i Tegs SK och spelade sin första match i högsta serien 1975 i IF Björklöven. Fram till att han avslutade sin karriär i samma klubb gjorde han 212 mål i elitserien vilket 2006 fortfarande placerar honom bland de tio mesta målgörarna. 2006 är han även fortfarande den ende spelare som har gjort fem mål i två elitseriematcher.
Säsongen 1984-1985 valdes han till elitseriens bäste spelare av Aftonbladet och 1987 tog han SM-guld med Björklöven.
Han spelade endast 14 landskamper men deltog aldrig i något mästerskap och trots flera anbud om att bli proffs i NHL tackade han nej eftersom han satte det sociala livet främst.
Han slutade efter säsongen 1987-1988 på grund av knäproblem. Öqvists tröja med nummer 27 sitter upphängd i taket i Umeå Arena.

## Klubbar
- Tegs SK (1968-1970)
- IF Björklöven (1970-1984, 1985-1988)
- Luleå Hockey (1984-1985)